# سی جی براون
سی جی براون (انگلیسی: C. J. Brown؛ زادهٔ ۱۵ ژوئن ۱۹۷۵) یک بازیکن فوتبال اهل ایالات متحده آمریکا است.
وی همچنین در تیم ملی فوتبال ایالات متحده آمریکا بازی کرده است.